# Glacier Reinsurance
Die Glacier Reinsurance AG (auch abgekürzt „Glacier Re“) war eine Schweizer Rückversicherungsgesellschaft mit Sitz in Pfäffikon in der Gemeinde Freienbach im Kanton Schwyz. Das Unternehmen wurde 2004 von Robert Klaus gegründet und nahm am 1. Januar 2005 seinen Geschäftsbetrieb auf. Robert Klaus war zuvor 18 Jahre bei der Frankona Rückversicherung und ihrem Nachfolgeunternehmen GE Frankona tätig, das 2006 von der Swiss Re übernommen wurde.
Die Gründung der Glacier Re wurde vom US-amerikanischen Wagniskapitalfonds „HBK Investments L.P.“, vom „Soros Fund Management LLC“ (hinter diesem Namen steht der US-amerikanische Investmentbanker George Soros) und vom Rückversicherungsmakler „Benfield Investment Holdings Ltd“ unterstützt. HBK hielt die Mehrheit an der Glacier Re. Zwischengeschaltet war eine Holding „Glacier Re Holdings s.à r.l.“ mit Firmensitz in Luxemburg.
Glacier Re versicherte hauptsächlich Risiken aus Luft- und Raumfahrt sowie Offshore-Energie-Risiken. Die Gesellschaft beschäftigte 90 Mitarbeiter und erzielte 2008 Bruttoprämieneinnahmen in der Höhe von 569,3 Millionen US-Dollar.
Über ein neu gegründetes 100-prozentiges Tochterunternehmen Glacier Insurance mit Firmensitz in Liechtenstein stieg das Unternehmen in den Industrieversicherungsmarkt in Deutschland ein. Der Geschäftsbetrieb im Kölner Büro wurde am 1. Oktober 2007 aufgenommen. Weitere Niederlassungen befanden sich in London und Zürich.
Im Juli 2010 wurden die Risiken aus dem Erstversicherungsgeschäft an die Torus Insurance übertragen, die Mitarbeiter und das Büro in Köln wurden ebenfalls an die Torus übertragen.
2011 wurde Glacier Reinsurance von Catalina Holdings übernommen, nachdem ab August 2010 keine zusätzlichen Versicherungen mehr abgeschlossen worden waren. Zum 30. September 2010 hatte Glacier Reinsurance eine Bilanzsumme von USD 1,2 Milliarden und ein Nettovermögen von USD 374 Millionen.

## Belege
1. ↑  Glacier Reinsurance AG. (Seite nicht mehr abrufbar, festgestellt im April 2018. Suche in Webarchiven)  Info: Der Link wurde automatisch als defekt markiert. Bitte prüfe den Link gemäß Anleitung und entferne dann diesen Hinweis. Eintrag im Handelsregister des Kantons Schwyz
2. ↑   glacierre.com (Memento des Originals vom 8. Juli 2007 im Internet Archive)  Info: Der Archivlink wurde automatisch eingesetzt und noch nicht geprüft. Bitte prüfe Original- und Archivlink gemäß Anleitung und entferne dann diesen Hinweis.
3. ↑  Catalina Completes Acquisition of Glacier Re. In: insurancejournal.com. 12. Mai 2011, abgerufen am 12. Februar 2021 (englisch).